# Alexander Berzin

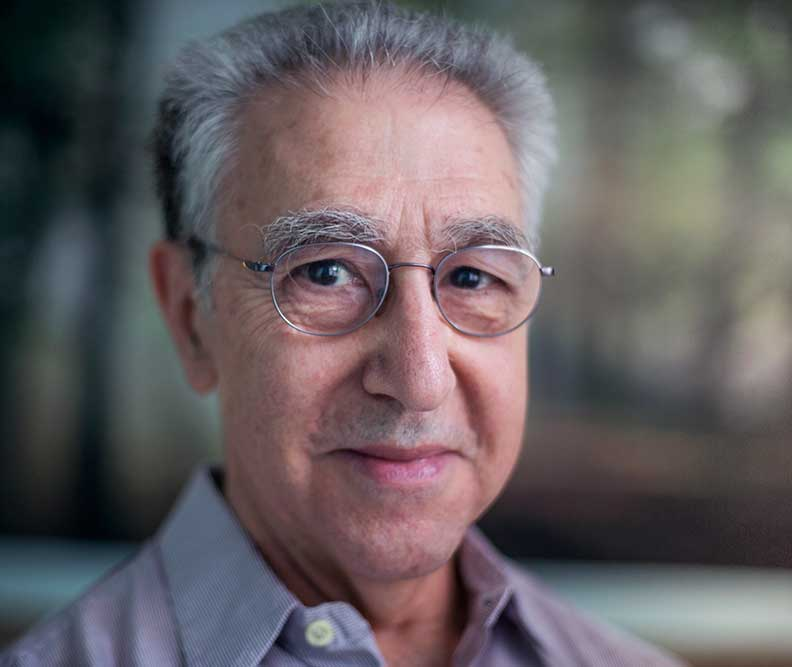
Alexander Berzin (2015)

Alexander Berzin (* 1944 in Paterson, New Jersey) ist ein amerikanischer Autor, Übersetzer und Lehrer für Vajrayana-Buddhismus.

## Leben
Alexander Berzin erhielt 1965 den akademischen Grad eines B.A. von der Abteilung für Orientalische Studien der Rutgers- und der Princeton University. 1967 erlangte er den Titel eines M.A., und von der Abteilung für fernöstliche Sprachen (Chinesisch), Sanskrit und Indologie der Harvard University erhielt er 1972 den Doktorgrad. Zwischen 1969 und 1998 lebte Alexander Berzin im Zuge eines Fulbright-Stipendiums vorwiegend in Dharamsala, wo er auch Unterweisungen von Lamas aller vier großen Traditionen des tibetischen Buddhismus (Nyingma, Kagyü, Sakya und Gelug) erhielt. Sein Hauptlehrer war zu dieser Zeit Tsenshab Serkong Rinpoche, dem er neun Jahre lang als Übersetzer und Sekretär diente, und den er auf mehreren seiner Reisen um die Welt begleitete.
Alexander Berzin ist Gründungsmitglied des Übersetzungsbüros der Library of Tibetan Works and Archives, wo er eine neue Begriffsstruktur in die englische Übersetzung wichtiger tibetischer Fachausdrücke einführte. Um für das Schreiben günstigere Bedingungen zu haben, zog Alexander Berzin 1998 wieder in den Westen, wo er sich in Berlin überwiegend der Aufbereitung seiner unveröffentlichten Schriften widmet.

## Werke (auf Deutsch)
- Den Alltag meistern wie ein Buddha. Übungen für einen feinfühligen Umgang mit sich selbst und anderen. Diamant, München 2000, ISBN 3-9805798-9-1
- Kalachakra – das Rad der Zeit. Geschichte, Wesen und Praxis des bedeutendsten tantrischen Initiationsrituals des tibetischen Buddhismus. Mit einem Vorwort des Dalai Lama. Barth, Bern 2002, ISBN 3-502-61068-1
- Zwischen Freiheit und Unterwerfung. Chancen und Gefahren spiritueller Lehrer-Schüler-Beziehungen. Theseus, Berlin 2002, ISBN 3-89620-179-4